# Alfred Böttcher (Turnlehrer)
Alfred Böttcher (geboren 6. April 1851 in Görlitz; gestorben 12. Juni 1912 in Hannover) war ein deutscher Turnlehrer, Stadtturninspektor, Verbandsfunktionär und Fachbuchautor.

## Leben
Alfred Böttcher war der Sohn des Görlitzer Turnlehrers Moritz Böttcher (1820–1907) beziehungsweise Moritz Böttcher oder August Moritz Böttcher und besuchte das dortige Augustum-Annen-Gymnasium.
Während des Deutsch-Französischen Krieges in den Jahren 1870 bis 1871 diente Böttcher als Kriegsfreiwilliger. Anschließend durchlief er in Berlin eine Ausbildung zum Lehrer. Nach seiner Lehrerprüfung 1872 übernahm er zunächst in Leipzig eine Turnlehrerstelle, 1875 dann in Zwickau. Von 1875 bis 1890 arbeitete er als Turnlehrer beim Allgemeinen Bremer Turnverein in Bremen, wo 1879 seine Anleitung für den Turnbetrieb. Vorturnern zu Rat und Tat. Eine Beispielsammlung ... erschien.
1890 siedelte Böttcher nach Hannover über, wo er im selben Jahr die Leitung des gesamten hannoverschen Schulturnwesen übernahm. Er forderte das Schulklassenturnen und förderte das Fachlehrersystem. 1892 wurde er zum Stadtturninspektor in Hannover ernannt. Im selben Jahr erschien seine gemeinsam mit Arno Kunath verfasste Schrift Lehrgang für das Knabenturnen an Volksschule. 1897 publizierte Böttcher seinen Lehrgang für das Mädchenturnen, der bis Anfang des 20. Jahrhunderts in mehreren Auflagen erschien. 1904 erschien Böttchers Spielbüchlein für Mädchen. Unterstützend organisierte der Stadtturninspektor die Durchführung von Kursen für Turnlehrerinnen.
Unter Alfred Böttchers Einfluss entstanden ab den 1890er Jahren zahlreiche Turnhallen in Hannover. Im gleichen Zeitraum wurden unter seiner Leitung Ferienspiele für Volksschüler eingerichtet und Spielplätze für „Spielnachmittage“ der Schüler höherer Lehranstalten geschaffen.
Als Mitglied des Turn-Klubbs zu Hannover wirkte Böttcher ehrenamtlich als dessen Schriftführer. Er wirkte zudem als Vorsitzender des Ortsturnlehrervereins, bis 1908 als Geschäftsführer des Norddeutschen Turnlehrervereins beziehungsweise des Nordwestdeutschen Turnlehrervereins sowie für kurze Zeit als Vorsitzender des Deutschen Turnlehrervereins.
In seinem Todesjahr bewohnte Böttcher laut dem Adressbuch der Stadt Hannover das dritte Stockwerk des Hauses Ifflandstraße 17 im hannoverschen Stadtteil Südstadt.

## Ehrungen
- 1988 wurde Alfred Böttcher in das Ehrenportal des niedersächsischen Sports aufgenommen.[5]

## Schriften
- Vorturnern zu Rath und That! Eine Beispielsammlung von Ordnungs-, Frei-, Stab- und Geräthübungen für ein geregeltes Vereinsturnen, in drei Stufen aufgestellt ...,Bremen: Heinsius, 1879
  - ... aufgestellt und bearbeitet ... nebst Übungsbeispielen aus Schauturnordnungen des Allgemeinen Bremer Turnvereins, Bremen: Heinsius, 1888
- Lehrgang für das Knabenturnen in Volksschulen-Ausführungen zum Lehrplane für den Turnunterricht an den Bürgerschulen der Königlichen Haupt- und Residenzstadt Hannover, den Turnlehrern an Volksschulen vorgelegt von Alfred Böttcher, mit Illustrationen und Notenbeispielen, Hannover: Meyer, 1892
- August Ravenstein, Alfred Böttcher: Volksturnbuch im Sinne von Jahn, Eiselen und Spieß und nach den in Berlin am 11. August 1861 von der Versammlung deutscher Turnlehrer angenommenen Grundsätzen. Ein Führer auf dem Gebiete des Männer- und Vereins-Turnwesens, Frankfurt am Main: Sauerländer, 1894
- Lehrgang für das Knabenturnen in Volksschulen. Ausführungen zum Lehrplane für den Turnunterricht an den Bürgerschulen der ... Hannover, Hannover: Meyer, 1895
- Alfred Böttcher, Arno Kunath: Lehrgang für das Mädchenturnen, Hannover [u. a.]: Meyer, 1897
  - ... mit einem Anhange „Dauerübungen“, Turnlehrern und Turnlehrerinnen vorgelegt von Alfred Böttcher und Arno Kunath, 3., veränderte und erweiterte Auflage, Hannover; Berlin: Meyer, 1906
- Spielbüchlein für Mädchen, 1904[2]